# Houses of the Unholy
The Second Coming è il quarto album in studio del gruppo musicale doom metal giapponese Church of Misery, pubblicato nel 2009. Come avviene solitamente per questa band, molte canzoni sono biografie di serial killer; in questo caso, gli assassini presenti sono Adolfo De Jesus Costanzo, James Oliver Huberty, Albert Fish, Richard Trenton Chase, Richard Speck, Charles Starkweather e Caril Fugate.
Contiene anche la cover di Master Heartache, dei Sir Lord Baltimore.

## Tracce
1. El Padrino (Adolfo De Jesus Constanzo) – 8:51
2. Shotgun Boogie (James Oliver Huberty) – 4:16
3. The Gray Man (Albert Fish) – 5:46
4. Blood Sucking Freak (Richard Trenton Chase) – 8:34
5. Master Heartache – 5:17
6. Born To Raise Hell (Richard Speck) – 7:33
7. Badlands (Charles Starkweather & Caril Fugate) – 7:58